# Ла-Кот-саблёз
Кантон Ла-Кот-саблёз (фр. Canton de la Côte sableuse) — один из 17 кантонов департамента Восточные Пиренеи, региона Окситания, Франция. INSEE код кантона — 6603. Он полностью находится в округе Перпиньян. Общая площадь кантона составляет 54,64 км², население — 30 377 человек.

## История
По закону от 17 мая 2013 и декрету от 14 февраля 2014 года количество кантонов в департаменте Восточные Пиренеи уменьшилось с 31 до 17. Новое территориальное деление департаментов на кантоны вступило в силу во время выборов 2015 года. Кантон Ла-Кот-саблёз был сформирован 22 марта 2015 года из коммун кантонов Кане-ан-Руссийон (2 коммуны) и Ла-Коте-радьёз (2 коммуны).

## Коммуны кантона
C 2015 года в кантон входят 4 коммуны, административный центр находится в коммуне Ла-Кот-саблёз.
| Код INSEE | Почтовый индекс | Коммуна          | Название по-французски | Площадь, км² | Население, чел. (2012) |
| --------- | --------------- | ---------------- | ---------------------- | ------------ | ---------------------- |
| 66037     | 66140           | Кане-ан-Руссийон | Canet-en-Roussillon    | 22,39        | 12602                  |
| 66189     | 66280           | Салейе           | Saleilles              | 6,12         | 4680                   |
| 66186     | 66570           | Сен-Назер        | Saint-Nazaire          | 10,33        | 2543                   |
| 66171     | 66750           | Сен-Сиприен      | Saint-Cyprien          | 15,8         | 10552                  |

## Политика
Согласно закону от 17 мая 2013 года избиратели каждого кантона в ходе выборов выбирают двух членов генерального совета департамента разного пола. Они избираются на 6 лет большинством голосов по результату одного или двух туров выборов.
В первом туре кантональных выборов 22 марта 2015 года в Ла-Кот-саблёз баллотировались 4 пары кандидатов (явка составила 56,89 %). Во втором туре 29 марта, Арманд Баррер и Тьери Дель Посо были избраны с поддержкой 56,81 % на 2015—2021 годы. Явка на выборы составила 59,34 %.
| Мандат | Мандат | Кандидаты                       |                | Партия                    | Первый тур | Первый тур     | Второй тур | Второй тур |
| Мандат | Мандат | Кандидаты                       | Кол-во голосов | Партия                    | % голосов  | Кол-во голосов | % голосов  |            |
| ------ | ------ | ------------------------------- | -------------- | ------------------------- | ---------- | -------------- | ---------- | ---------- |
| 2015   | 2021   | Арманд Баррер и Тьери Дель Посо |                | Союз за народное движение | 5452       | 38,45          | 7841       | 56,81      |
| 2015   | 2021   | Ксавьер Боди и Сатрин Пижоль    |                | Национальный фронт        | 5169       | 36,46          | 5962       | 43,19      |
| 2015   | 2021   | Ален Левро и Надин Пон          |                | Союз левых                | 2385       | 16,82          | -          | -          |
| 2015   | 2021   | Жан Жуанде и Мари-Клер Марш     |                | Беспартийные правые       | 1173       | 8,27           | -          | -          |